# Joaquín Abdala
Joaquín Naid Sebastián Abdala Astudillo (Cabrero, 19 de enero de 2000)  es un futbolista chileno de ascendencia palestina que juega como mediocampista en Al-Nasr de la Liga Premier de Libia.

## Trayectoria
Producto de las divisiones inferiores de Huachipato, su padre Edgardo indicó que su hijo había sido obligado a firmar con el agente argentino Fernando Felicevich, puesto que si no lo hacía, no jugaría más por el cuadro de la usina.
En 2020 fue anunciado como nuevo refuerzo de Coquimbo Unido. En diciembre de 2020, fue cedido a Independiente de Cauquenes. Tras lograr el campeonato de Primera B con el conjunto pirata en 2021, en marzo de 2022 fue anunciado como nuevo refuerzo de Trasandino de Los Andes de la Segunda División Profesional.

### Selección nacional
En junio de 2022 fue convocado por la selección de fútbol de Palestina para afrontar los partidos de clasificación para la Copa Asiática 2023.

## Clubes
| Club                               | Div.       | Temporada  | Liga  | Liga  | Copas nacionales | Copas nacionales | Torneos internacionales | Torneos internacionales | Total | Total |
| Club                               | Div.       | Temporada  | Part. | Goles | Part.            | Goles            | Part.                   | Goles                   | Part. | Goles |
| ---------------------------------- | ---------- | ---------- | ----- | ----- | ---------------- | ---------------- | ----------------------- | ----------------------- | ----- | ----- |
| Coquimbo Unido · Chile             | 1.ª        | 2020       | 11    | 0     | —                | —                | —                       | —                       | 11    | 0     |
| Independiente de Cauquenes · Chile | 3.ª        | 2020       | 4     | 0     | —                | —                | —                       | —                       | 4     | 0     |
| Independiente de Cauquenes · Chile | Total club | Total club | 4     | 0     | 0                | 0                | 0                       | 0                       | 4     | 0     |
| Coquimbo Unido · Chile             | 2.ª        | 2021       | 8     | 0     | 2                | 0                | —                       | —                       | 10    | 0     |
| Coquimbo Unido · Chile             | Total club | Total club | 19    | 0     | 2                | 0                | 0                       | 0                       | 21    | 0     |
| Trasandino · Chile                 | 3.ª        | 2022       | —     | —     | 2                | 0                | —                       | —                       | 2     | 0     |
| Trasandino · Chile                 | Total club | Total club | 0     | 0     | 2                | 0                | 0                       | 0                       | 2     | 0     |
| Total club                         | Total club | Total club | 23    | 0     | 4                | 0                | 0                       | 0                       | 27    | 0     |
| 1. 2.                              |            |            |       |       |                  |                  |                         |                         |       |       |

## Palmarés

### Campeonatos nacionales
| Título             | Club           | País  | Año  |
| ------------------ | -------------- | ----- | ---- |
| Primera B de Chile | Coquimbo Unido | Chile | 2021 |